# Путешествие Петра I в Западную Европу (1716—1717)
Это путешествие так же называют «Второе великое посольство»

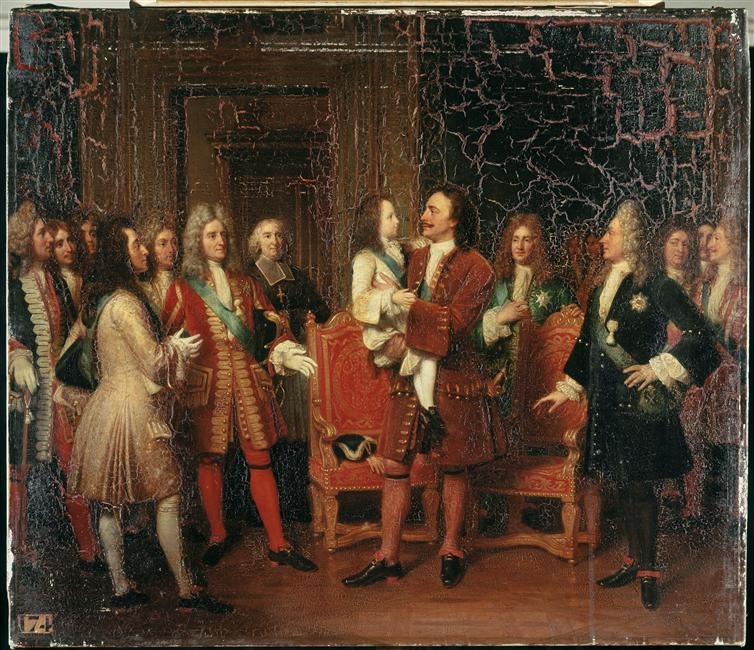
Л. Эрсан. Пётр I в гостях у малолетнего Людовика XV

В начале 1716 года Пётр I покинул Россию почти на два года. Это было второе столь длительное заграничное путешествие российского монарха после Великого посольства 1697—1698 годов.

## Маршрут
Из Риги 24 января 1716 года Пётр уезжает в Гданьск, на свадьбу племянницы Екатерины Ивановны с герцогом Мекленбургским.
Из Гданьска через Штеттин едет в Пирмонт для лечения; в июне отправляется в Росток к галерной эскадре, с которой в июле появляется у Копенгагена; в октябре Пётр едет в Мекленбург, оттуда в Гавельсберг для свидания с прусским королем, в ноябре — в Гамбург, в декабре — в Амстердам.

В конце марта следующего 1717 года Пётр приезжает во Францию. В июне он уже в Спа, на водах, в середине июля — в Амстердаме, в сентябре — в Берлине и Данциге. Из Данцига через Ригу, Пернаву, Ревель и Нарву 10 октября 1717 года.

## События

### В Риге
В Риге состоялись переговоры между Петром и адъютантом прусского короля Грёбеном о военных действиях в Померании.

### В Данциге
Как пишет А. Г. Брикнер, «в Данциге Пётр распоряжался, как у себя дома. Он был встречен русскими генералами; там было много русских войск; около Данцига находился русский флот. Король Август производил на современников скорее впечатление вассала, угождавшего своему ленному владетелю, нежели хозяина дома, принимавшего у себя почетного гостя».

### В Гамбурге
Во время пребывания в Гамбурге Пётр встретился и провёл переговоры с приехавшим туда же королём Дании Фредериком IV.

### В Голландии (по пути в Париж)
В Голландии Пётр оставался несколько месяцев. В продолжение этого времени он был занят столько же вопросами внешней политики, сколько приобретением разносторонних сведений в области хозяйства, наук и искусств.
Налаживание отношений с голландскими торговцами было важной целью данного путешествия. Осип Соловьев, которого Пётр назначил своим торговым представителем в Голландии, высказал Петру общее настроение, которое было характерно для голландцев в связи с торговой политикой царя. Негоцианты Амстердама не высказывали былой преданности российскому царю, а наоборот, они были крайне недовольны тем, что Пётр перенес торговлю из Архангельска в Петербург. Противоречило их интересам и учреждение фабрик и заводов в России. Они терпели убытки, так как их товары находили теперь меньший спрос в России. Однако в рамках пребывания Петра в Голландии этот вопрос не поднимался, так как Голландия была крайне недовольна политикой Петра на Балтике.
Одним из приоритетных направлений интересов Петра в Голландии были мануфактуры, мельницы, заводы. Выбор был не случайным, именно с осмотра этих объектов российский монарх и начал свое путешествие по голландским землям. Дело в том, что российскому монарху в свете проводимой им экономической политики был крайне интересен зарубежный опыт. Такие объекты Пётр посещал везде, где бывал. Так, он посетил бумажную фабрику под названием «De-Kok» и бумажную мельницу под названием «De Walvis».
Культурный аспект поездки российского монарха по голландским землям имел также большое значение для развития российской культуры в целом. Многое из того, что Пётр «перенял» у голландцев, прижилось в России и пополнило её культурную сокровищницу.

### В Париже
Три первых дня в Париже (27—29 апреля) были отведены дипломатическому протоколу. Хотя царь не любил церемоний и считалось, что он находится во Франции инкогнито, на этот раз он решил дождаться официальной встречи, подчеркивающей его равенство с королем Франции.

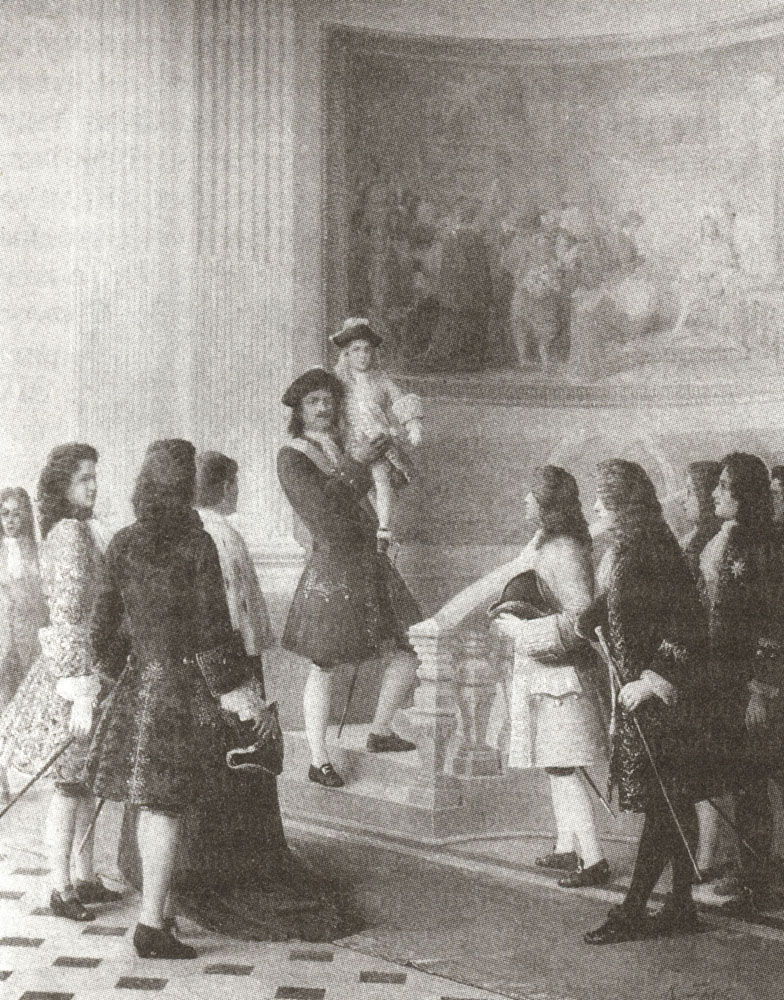
Пётр I несёт на руках малолетнего Людовика XV, картина К. Горского

Утром 27 апреля регент Франции Филипп Орлеанский нанес визит царю. Это была чисто протокольная встреча, продолжавшаяся, по разным свидетельствам, от 15 минут до часа. Весь следующий день царь находился в своей резиденции в ожидании визита короля.
29 апреля, король — 7-летний Людовик XV — посетил царя. Пётр встретил его у кареты. После коротких приветственных «дискурсов» царь взял короля за руку, уступив ему почетную правую сторону, и повел его во внутренние покои, где для них были приготовлены одинаковые кресла для беседы. В качестве переводчика Пётр I использовал князя А. Б. Куракина, а королю помогал в общении с царём воспитатель маршал Вильруа.
В остальное время Пётр занялся осмотром достопримечательностей города Парижа. Он был в обсерватории, в анатомическом институте, на гобеленовой фабрике, в картинной галерее, в библиотеке. Затем он смотрел мастерскую, где делались статуи, гулял в тюильрийском саду, наблюдал за строением моста, был в опере, в Доме Инвалидов, в разных замках, например, в Мёдоне, в Сен-Клу, в Исси, Люксембургском дворце, в Версале, Трианоне, Марли, Фонтенбло, Сен-Жермене и др. В Сен-Сире он осмотрел знаменитую женскую школу.
На монетном дворе в присутствии царя была выбита медаль в честь Петра, на которой была представлена при восходящем солнце от земли парящая и проповедующая трубным гласом Слава со стихом из Вергилия вокруг: «Vires asquirit eundo».
Пётр был и в Сорбонне, где с ним заговорили о соединении восточной и западной церквей, причем, однако, он держал себя осторожно и сдержанно.
Далее он осматривал королевскую типографию, был в коллегии, основанной кардиналом Мазарини, присутствовал при экзерцициях французской гвардии, в заседании парламента, был в Академии наук и др.
Пребывание Петра в Париже заложило основы более близких дипломатических отношений между Россией и Францией.

### В Спа
Во время пребывания Петра в Спа, где он лечился в продолжение четырёх недель, им были приняты меры для удаления российских войск из Мекленбурга.
В память пребывания Петра в Спа в 1856 году в главной колоннаде у источников представлен великолепный бюст царя, вышедший из мастерской знаменитого ваятеля Рауха и подаренный городу князем Анатолием Демидовым.

### В Амстердаме (по пути из Парижа)
В Амстердаме, куда Пётр приехал в конце июля, пришлось вести весьма важные переговоры.

### В Берлине
Из Амстердама осенью Пётр через Магдебург отправился в Берлин, где в продолжение всего этого времени происходили переговоры об условиях мира со Швецией и где ещё за несколько дней до приезда царя происходили конференции между русскими и прусскими министрами.